# Erik Gustaf Göthe

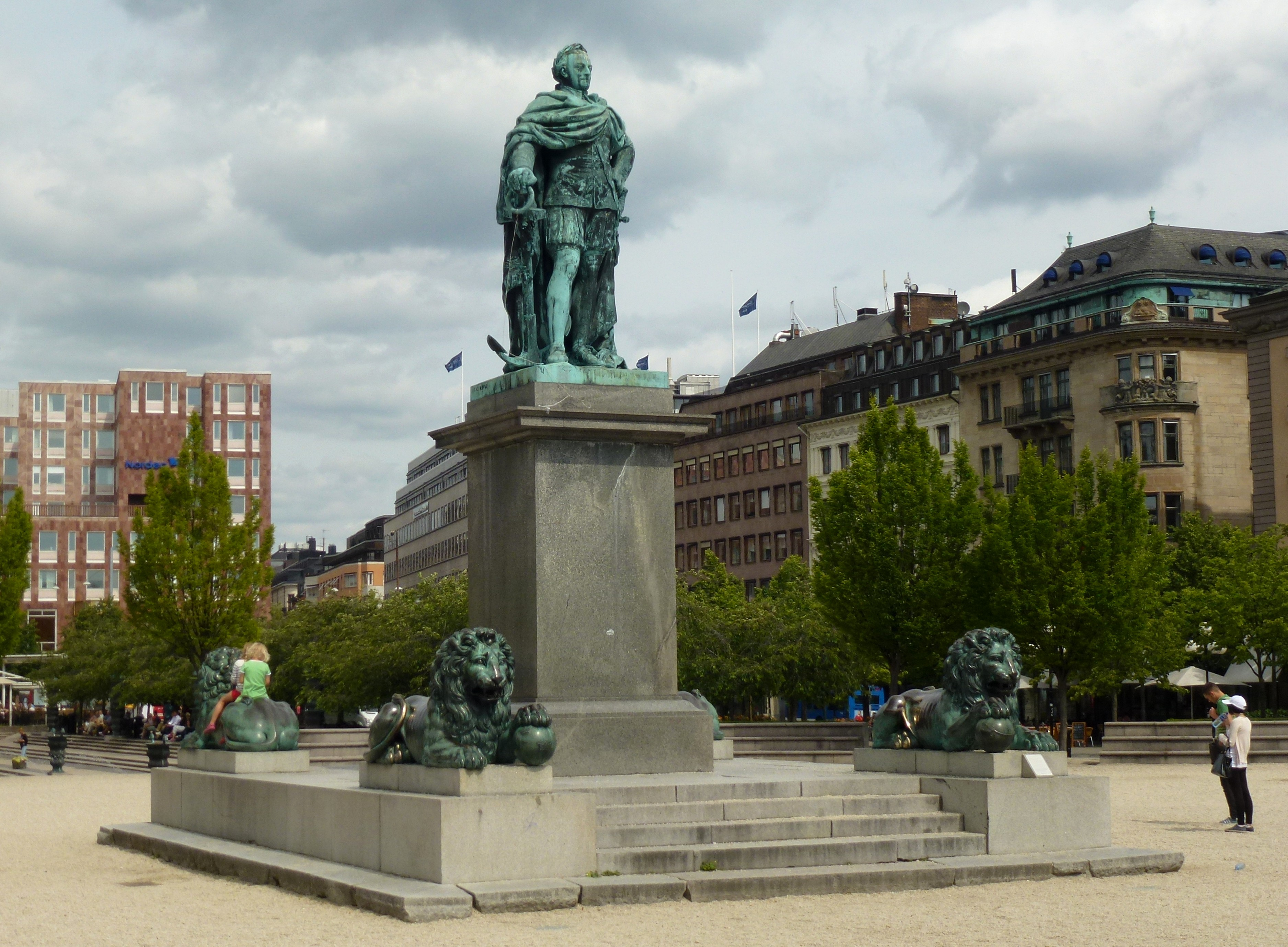
Karl XIII:s staty, juli 2012.

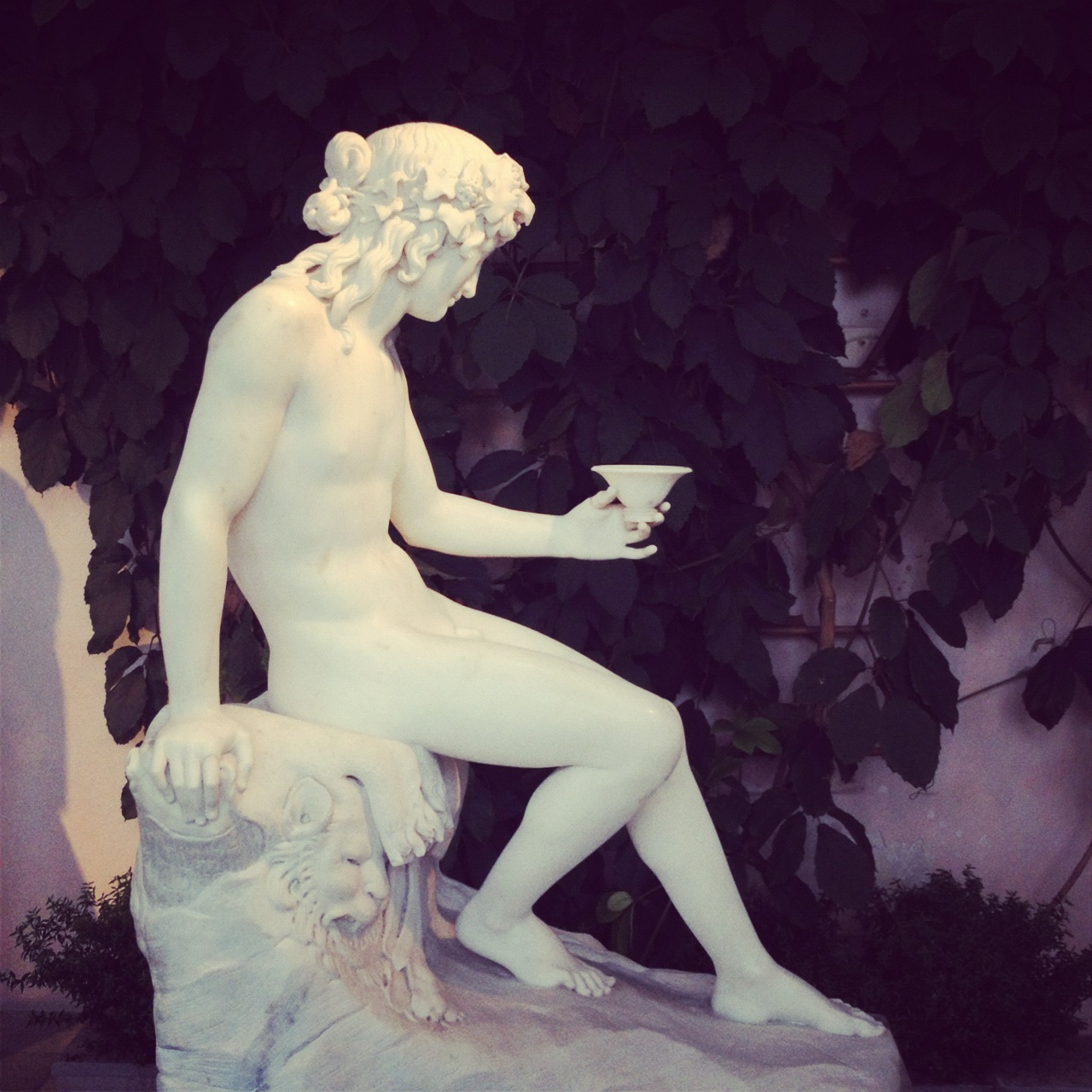
Bacchus, 1808, i Orangerimuseet.

Erik Gustaf Göthe, född 26 juli 1779 i Stockholm, död där 29 november 1838, var en svensk skulptör.

## Biografi
Göthe hade till en början tänkt sig att bli arkitekt, men övergick till att utbilda sig till skulptör för bland andra Tobias Sergel. Efter genomgången utbildning på Konstakademien reste han 1803 till Italien och studerade för Canova. Tillbaka i Sverige 1810 färdigställde han ett monument över den mördade Axel von Fersen som inte rönte några större framgångar. 
Hans Sittande Bacchus står utanför Rosendals slott på Djurgården i Stockholm. Ett annat verk av Erik Gustaf Göthe är Karl XIII:s staty i Kungsträdgården som avtäcktes i november 1821, på årsdagen av kronprins Karl Johans adoption. 
Predikstolen i Sankt Jacobs kyrka tillkom 1828. Han utsågs 1812 till akademiledamot och till professor 1837. Efter en vistelse i Sankt Petersburg, där han utförde en sittande kolossalstaty av Katarina II, utnämndes han till ledamot av stadens konstakademi. Hans sista verk blev den nya tornspiran i gjutjärn till Riddarholmskyrkan. Göthe är representerad vid bland annat Nationalmuseum i Stockholm.